# Егерь (охотник)
Е́герь (от нем. Jäger — охотник) — в Советском Союзе и современной России штатный работник лесного охотничьего хозяйства (лесничества), заповедника, заказника, ведающий охотой и охраной животных; охотник-профессионал. В отличие от лесника к его заведованию относится фауна (животный мир) своего егерского обхода (участка).

## История

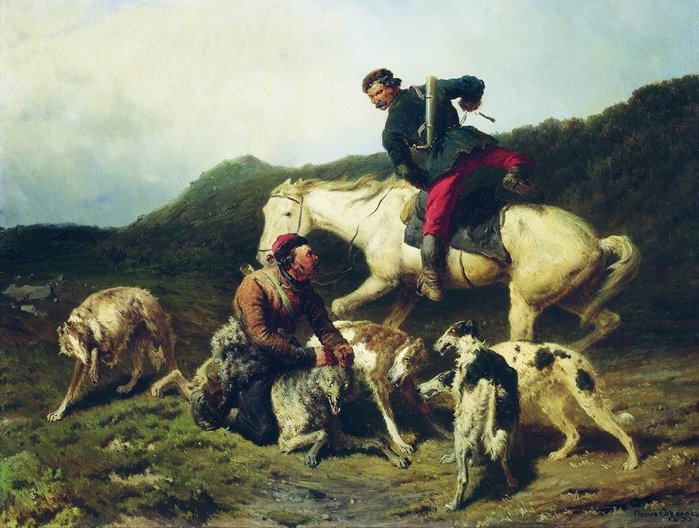
Егеря затравливают волка борзыми.
П. П. Соколов, «Охота на волка»

### Российская империя
В дореволюционной России при дворе императора существовали охотники-профессионалы, прозванные на немецкий манер егерями и егермейстерами (то есть начальник над придворными егерями). Появились такие должности при Петре II в конце 1720-х годов и были заимствованы из Европы. Они занимались обслуживанием царской охоты, руководил которой обер-егермейстер (должность появилась в 1736 году при Анне Иоановне). Функции егермейстера до XVIII века в России выполнял ловчий, то есть организовывал придворные охоты при князьях и царях.
Вот как историк Костомаров описывает одежды придворных егерей во время охоты при юном царе Петре II:

В охоте за зверями работали егеря и охотники: они были одеты в зелёные кафтаны с золотыми и серебряными перевязьми; у каждого на такой перевязи висела лядунка и золотом либо серебром блестевший рог; на этих людях были шаровары красные, шапки горностаевые, рукавицы лосиные. Сначала пускают по обычаю гончих собак спугнуть зверя, тогда егеря и охотники, сидя верхом, спускают со своры борзых собак, а сами за ними скачут вслед…
— Н. И. Костомаров, «Самодержавный отрок».
Также егерями называли опытных охотников из числа крестьян, поскольку и среди этого сословия было немало страстных любителей и знатоков охоты. Их нанимали крупные помещики, арендаторы охотничьих угодий для нагонки, натаскивания и притравливания охотничьих собак, а также для организации и проведения охоты. Профессия эта была преимущественно семейной, передавалась из поколения в поколение. Обучались молодые егеря отцами, дедами, дядями или братьями непосредственно в лесу или в поле.

### СССР
В том виде, в котором функции егерей приняты в современной России, егеря появились в советское время. В 1956 году при государственных охотничьих инспекциях во всех регионах РСФСР (областях, краях и автономных республиках) была организована Государственная егерская служба. Сделано это было с целью усиления борьбы с браконьерством, увеличения численности охотничьих зверей, улучшения условия их обитания, а также наведения должного порядка в проведении охоты. Задачи этой службы и обязанности егерей определены временным положением о егерях, утверждённым в том же 1956 году Главным управлением охотничьего хозяйства и заповедников при Совете Министров РСФСР.

### Российская Федерация
В современной России, так же как и в советское время, действует Государственная егерская служба. Обязанностями государственных егерей является охрана всех земель государственного охотничьего фонда (тех земель, которые не закреплены за охотничьими обществами) и проведение на них биотехнических мероприятий, способствующих обогащению охотничьей фауны. Государственные егеря не обслуживают отдельных охотников (охотничьих бригад) и не занимаются организацией любительской охоты.
Профессия "Егерь" включена в Общероссийский классификатор профессий рабочих, должностей служащих и тарифных разрядов (код 11939).

## Обязанности
- охрана животных, занесенных в Красную книгу;
- приблизительный подсчёт особей каждого вида по специальным формулам для контроля природного баланса и обоснованности числа лицензий, выдаваемых на добычу того или иного вида животного;
- поддержание численности промысловых особей: строительство и наполнение кормушек для увеличения, и отстрел для снижения популяции;
- отстрел агрессивных и больных особей для устранения возможной угрозы местной среде обитания;
- борьба с браконьерством;
- разворачивание кабанов.

## Мероприятия для повышения численности животных и птиц
Для животных егеря устанавливают кормушки и периодически пополняют их. Помимо кормов егеря разносят куски каменной соли, которая не только улучшает обмен веществ и повышает жизнеспособность, но и способствует оптимальному усвоению грубой пищи в холодных зимних условиях, обуславливает повышение плодовитости самок и нормальное развитие молодняка.
Для птиц помимо кормушек также устанавливают порхалища с песком, в которых птицы купаются, чтобы избавиться от паразитов. Егеря оборудуют галечники с мелкими камешками, которыми птицы наполняют желудки для перетирания тяжёлой пищи.

## Галерея

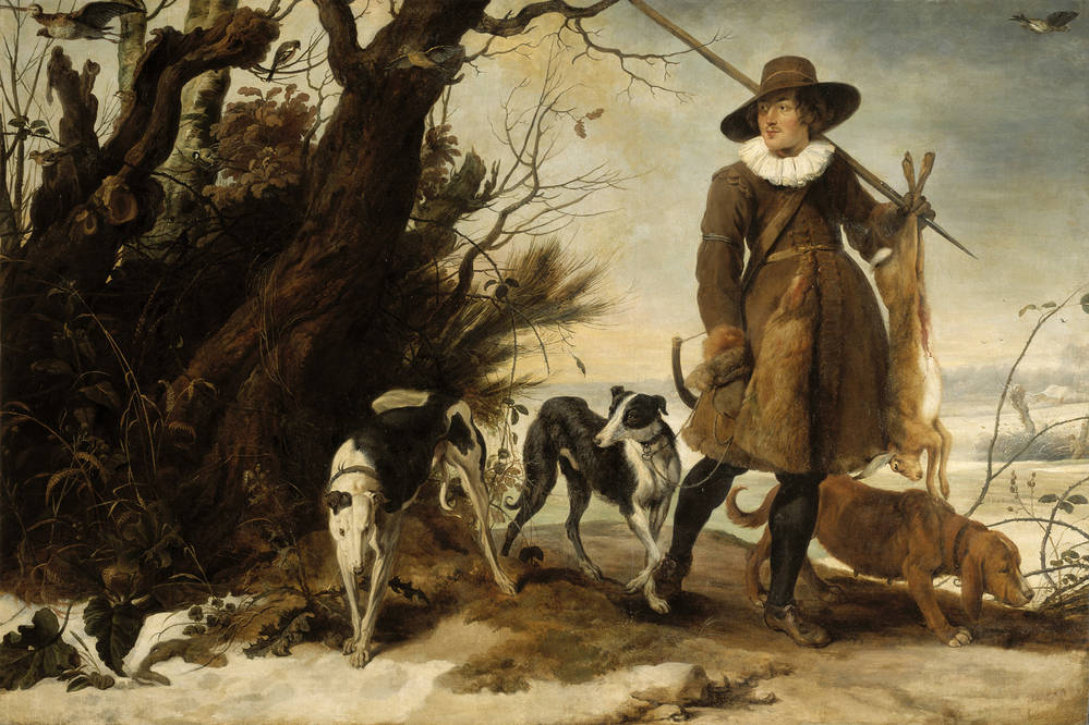
Зимний пейзаж с охотником Голландия. Ян Вильденс, 1622
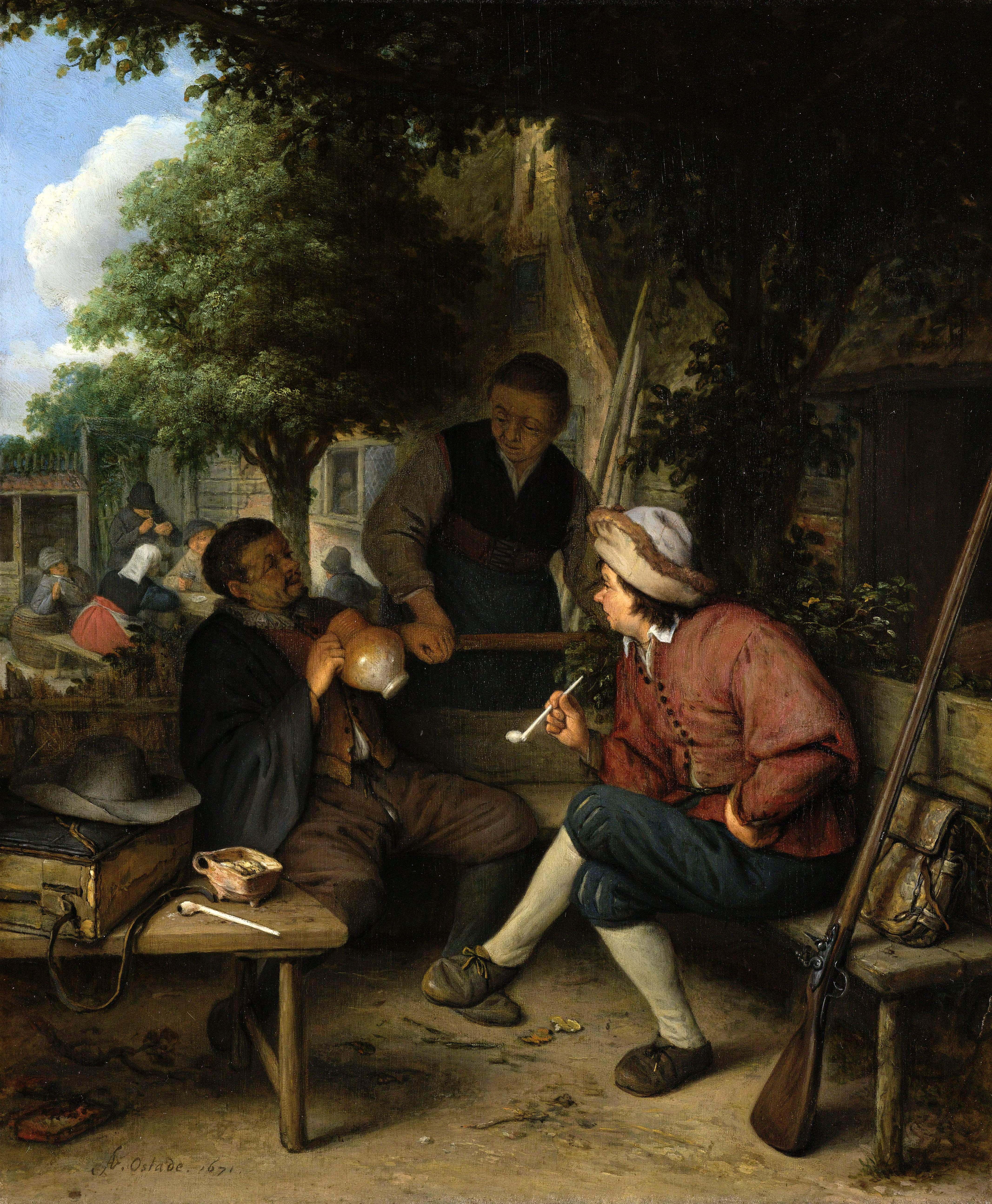
Отдыхающий охотник Голландия. Адриан ван Остаде, 1671
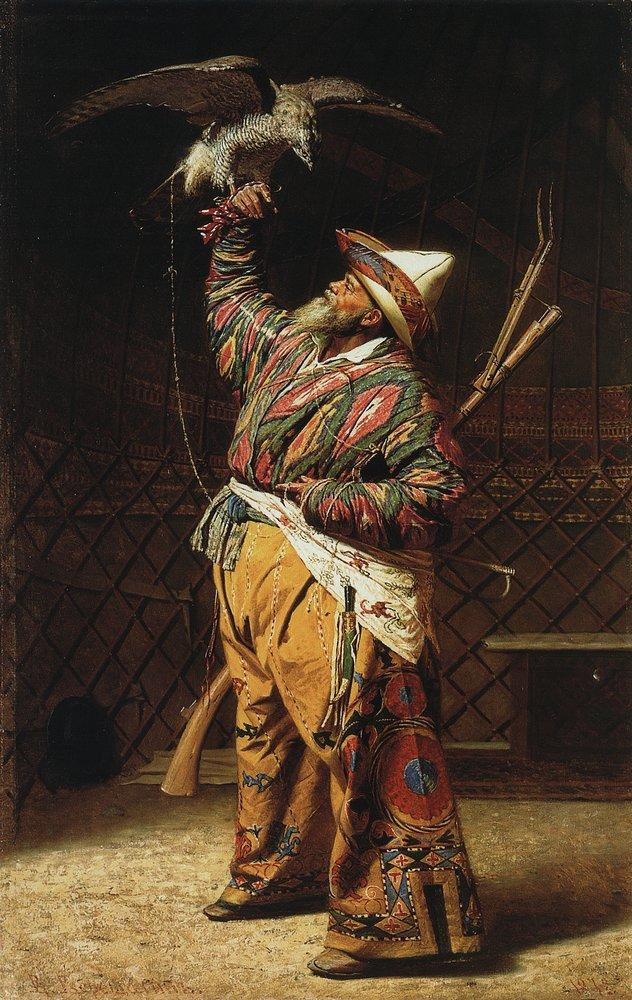
Богатый киргизский охотник с соколом Василий Верещагин, 1871
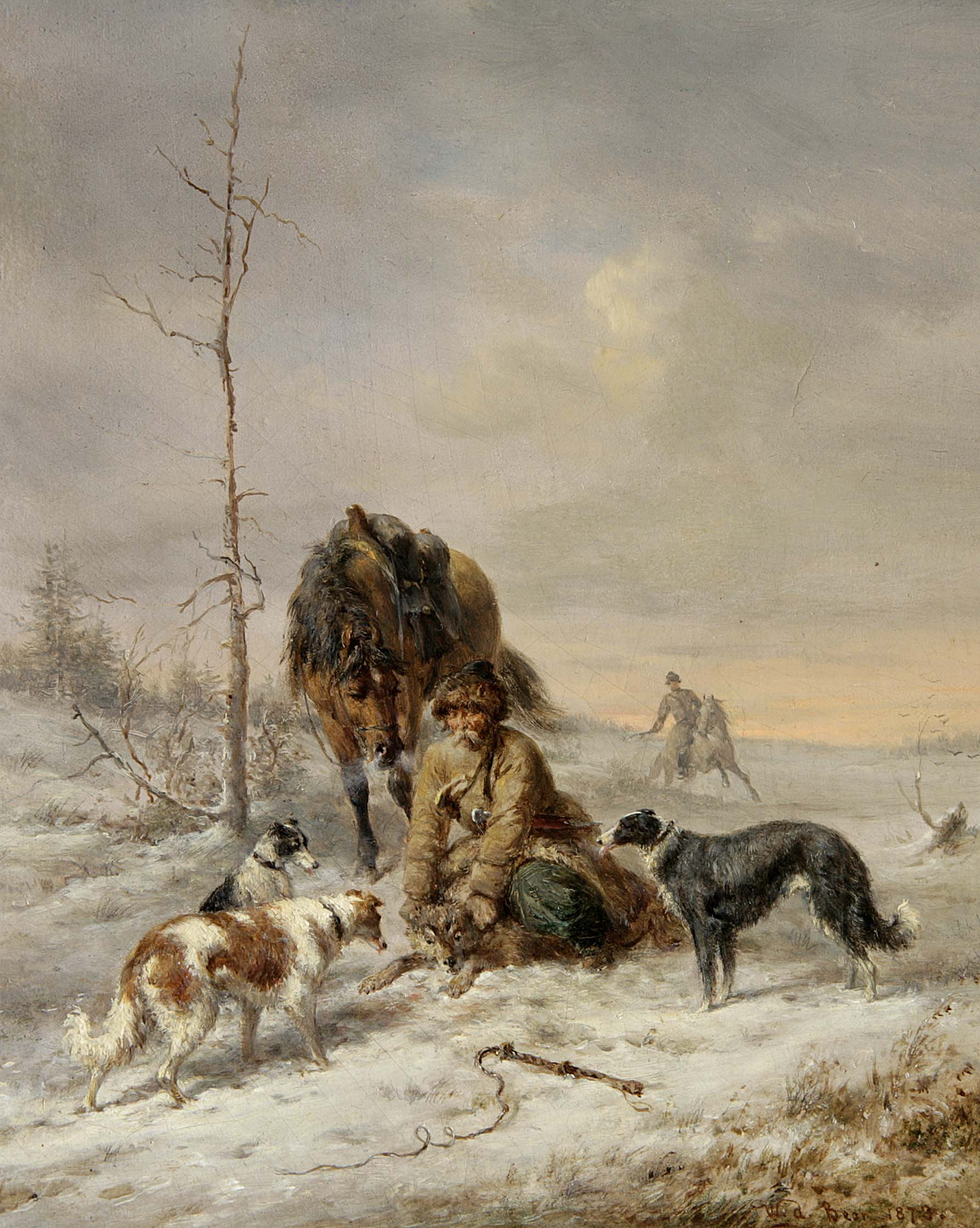
Волк, схваченный живым Германия. Вильгельм Амандус Бир, 1876